# Construcción de la Torre de Babel
Construcción de la Torre de Babel es un cuadro del pintor Hendrick van Cleef, (también conocido como Hendrick van Cleve) realizado en torno a 1550, que se encuentra en el Museo Kröller-Müller de Otterlo, Países Bajos.
A partir del siglo XVI, la pintura holandesa representa la torre enorme en relación con las personas, a diferencia de lo que solía hacerse durante la Edad Media. El tema es interpretado en clave moralista, otorgando a la acción desafiante a Dios de la construcción, un proyecto que termina fracasando.
Este episodio bíblico sirvió de pretexto a los pintores para representar el proceso de construcción, por lo que fue profusamente reproducida por autores como Jan Brueghel el Viejo, Leandro Bassano, Hieronymus Bosch, y otros.

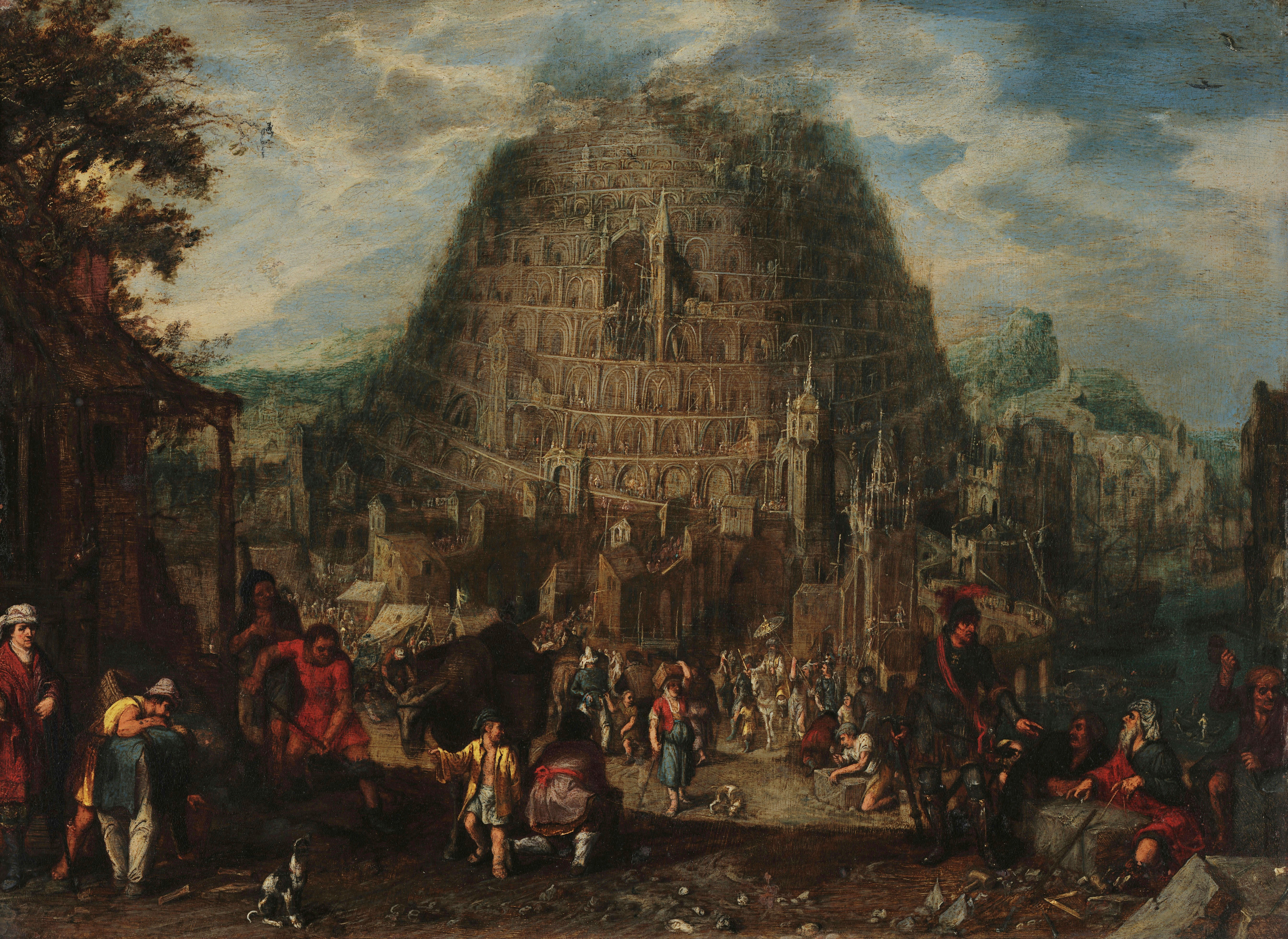
Torre de Babel,, anónimo de la Escuela Holandesa.